# Istituto Tecnico Industriale Vittorio Emanuele III
L'Istituto Tecnico "Vittorio Emanuele III" di Palermo è una scuola secondaria superiore della città di Palermo, situata nella regione Sicilia, Italia. Fondata negli ultimi decenni dell'Ottocento, l'istituto offre una varietà di corsi di indirizzo tecnico e commerciale, preparando gli studenti per l'ingresso nel mondo del lavoro e per l'accesso a corsi universitari. L'istituto è conosciuto per la sua tradizione educativa e il suo impegno nell'offrire una formazione di qualità.

## Storia
Il 3 marzo 1887, a Palermo, viene fondata una scuola artistico-industriale che, nel 1908, si trasforma in Regia Scuola Superiore di Arte Applicata all'Industria, inizialmente situata nel palazzo Ajutamicristo di via Garibaldi e, dal 1917, in via Villafranca.Grazie all'opera di Ernesto Ascione, docente di Tecnologia Meccanica presso l'Università di Palermo, nei primi anni '20 la scuola evolve in Istituto Industriale di II grado e viene intitolata a Re Vittorio Emanuele III. L'istituto svolge un ruolo fondamentale nella diffusione dell'istruzione tecnica e professionale in Sicilia, offrendo corsi serali per lavoratori, corsi ambulanti di Meccanica Agraria e corsi di avviamento al lavoro per radiotelegrafisti.
Nel 1933 viene istituita la sezione di Radiotecnici e, nel 1934, si registrano i primi diplomati nelle specializzazioni di meccanici ed elettricisti. Nel periodo post-bellico inizia la costruzione del nuovo edificio in via Duca della Verdura, mentre gli anni '50 vedono il consolidarsi dei nuovi indirizzi industriali e un continuo aumento delle iscrizioni. A partire dagli anni '60, sono attivate le sezioni staccate di Petralia Soprana e Cerda, che successivamente saranno accorpate negli istituti comprensivi locali, nonché il corso serale per studenti lavoratori, punto di riferimento per l'educazione degli adulti.Oggi, l’Istituto, in linea con la sua tradizione di serietà ed efficienza, continua a operare in Sicilia, promuovendo innovazioni didattiche, aggiornandosi sulle nuove scienze e tecnologie, e mantenendo forti legami con il territorio, l’università e il mondo del lavoro.

## Offerta formativa
L'Istituto Tecnico "Vittorio Emanuele III" di Palermo offre diversi indirizzi di studio, che comprendono:
- Informatica e Telecomunicazioni: Questo indirizzo prepara gli studenti a lavorare nel campo dell'informatica, delle reti di telecomunicazione e delle tecnologie digitali. Gli studenti acquisiscono competenze in programmazione, gestione dei sistemi informatici e progettazione di reti.
- Meccanica: L'indirizzo Meccanica forma professionisti nel settore dell'ingegneria meccanica, con particolare focus sulla progettazione e realizzazione di macchine e impianti industriali. Gli studenti sviluppano competenze in automazione, meccanica applicata e tecniche di produzione.
- Elettrotecnica: Questo indirizzo fornisce una preparazione specifica nel settore dell'elettrotecnica e dell'elettronica, con competenze in impianti elettrici, automazione industriale e progettazione di sistemi elettronici.

## Strutture
L'istituto è dotato di aule moderne e laboratori altamente attrezzati, che permettono agli studenti di applicare le loro conoscenze in contesti pratici. Tra le strutture principali dell'istituto si trovano:
- Laboratori di informatica: Dotati di computer e software per la formazione in ambito digitale.
- Laboratori di elettronica e meccanica: Spazi attrezzati per le esercitazioni pratiche nell’ambito delle tecnologie industriali.
- Aule didattiche: Ambienti moderni per la didattica tradizionale, con tecnologie audiovisive a supporto dell'insegnamento.

L'istituto è inoltre dotato di una biblioteca che offre una vasta gamma di libri di testo, materiali didattici e risorse digitali per gli studenti.

## Attività extracurriculari
L'istituto promuove anche numerose attività extracurriculari, tra cui:
- Progetti di orientamento professionale: Incontri con esperti del settore, visite aziendali e seminari di preparazione al mondo del lavoro.
- Attività sportive: La scuola dispone di strutture per praticare diversi sport, tra cui calcio, pallavolo e basket.
- Laboratori di teatro e musica: Per sviluppare le abilità creative degli studenti.